# Benedetto Borella
Benedetto Borella (* 14. April 1899 in Piacenza; † 13. Januar 1975 ebenda) war ein italienischer Ruderer.

## Werdegang
Benedetto Borella bildete mit Medardo Lamberti, Arturo Moroni, Guglielmo Carubbi, Amilcare Canevari, Giulio Lamberti, Medardo Galli, Vittore Stocchi und Steuermann Angelo Polledri den italienischen Achter, der 1927 in Como Europameister wurde. Bei den Olympischen Sommerspielen 1928 in Amsterdam schied die gleiche Besatzung im Viertelfinale der Achter-Regatta aus.